# Museu do Objeto Brasileiro
O Museu do Objeto Brasileiro, conhecido também como A Casa, foi fundado e inaugurado em maio de 1997 pela Renata Mellão, diretora do museu, e está localizado em São Paulo, Brasil. Essa instituição mudou de endereço diversas vezes, residiu inicialmente no bairro de Jardins, e foi transferido para Pinheiros em 2008, mudando apenas a sua localização na mesma rua em 2014.O museu se chama A Casa por ter sido a própria casa da Renata Mellão, quem sempre valorizou a história do artesanato brasileiro realizando exposições na sua própria residência.
O projeto de construção da sua última sede foi realizado pelo arquiteto Luiz Fernando Rocco, o qual buscou criar um espaço que relacionasse a urbanização com objetos brasileiros. O museu é voltado para o reconhecimento, valorização e desenvolvimento da produção artesanal e do design no Brasil. Ele reúne objetos do acervo de materiais como madeira, palha, algodão e cerâmica, mas não é somente sobre o objeto em si, mas o processo e contexto em que ele foi criado, feito e consumido. Também objetiva a sociabilização das produções culturais e uma maior pertinência para compreender a situação brasileira. A instituição é uma associação sem fins lucrativos e oferece entradas gratuitas. Mas para poder se sustentar financeiramente, o espaço é alugado para diversos eventos. 

## Exposições e eventos

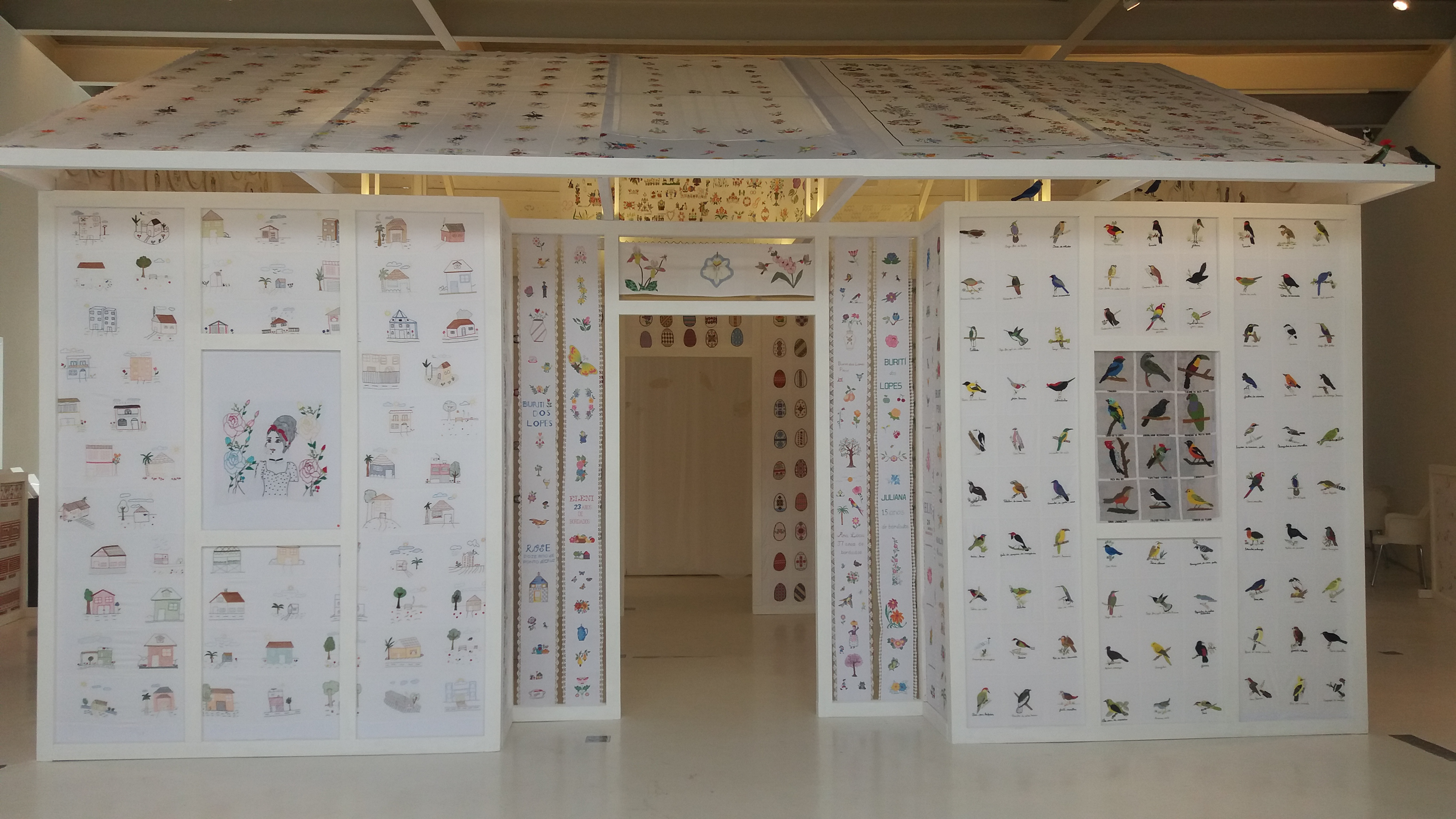
Exposição "A Casa Bordada"

A inauguração do A Casa aconteceu em 1997 com uma festa de abertura com várias atrações musicais. Nessa primeira fase do museu houve diversas programações artísticas, como a do Naná Vasconcelos, um dos participantes mais antigos das suas exposições. Ele foi um músico brasileiro que nasceu no Pernambuco e realizou a oficina na instituição em 1997.  

Desde a abertura até os dias de hoje, a instituição realiza exposições relacionados aos objetos brasileiros. As principais delas que ocorreram a partir do ano de 2015 são: "Sentido Figurado de f. marquespenteado", quatro séries inéditas do artista visual Marques Penteado; "Exposições cerâmicas do Brasil", uma união das obras de importantes figuras artísticas na arte da cerâmica; "Fio da Meada", uma exibição de obras focadas em  têxteis artesanais de quatro designers brasileiras; "Uma história de 20 anos", uma homenagem para os artesãos e designers que ajudaram construir o museu começando com cento e trinta objetos; "Imagens da Amazônia I Brinquedos de Abaetetuba", uma exposição de milhares de peças que representavam a cultura ribeirinha do Pará, as quais são vendidos nos cultos religiosos da região e "A Casa Bordada", um resultado de busca pelos objetos que refletiam a identidade local nas regiões onde o designer e artesão Renato Imbroisi realizou as suas viagens pelo Brasil.

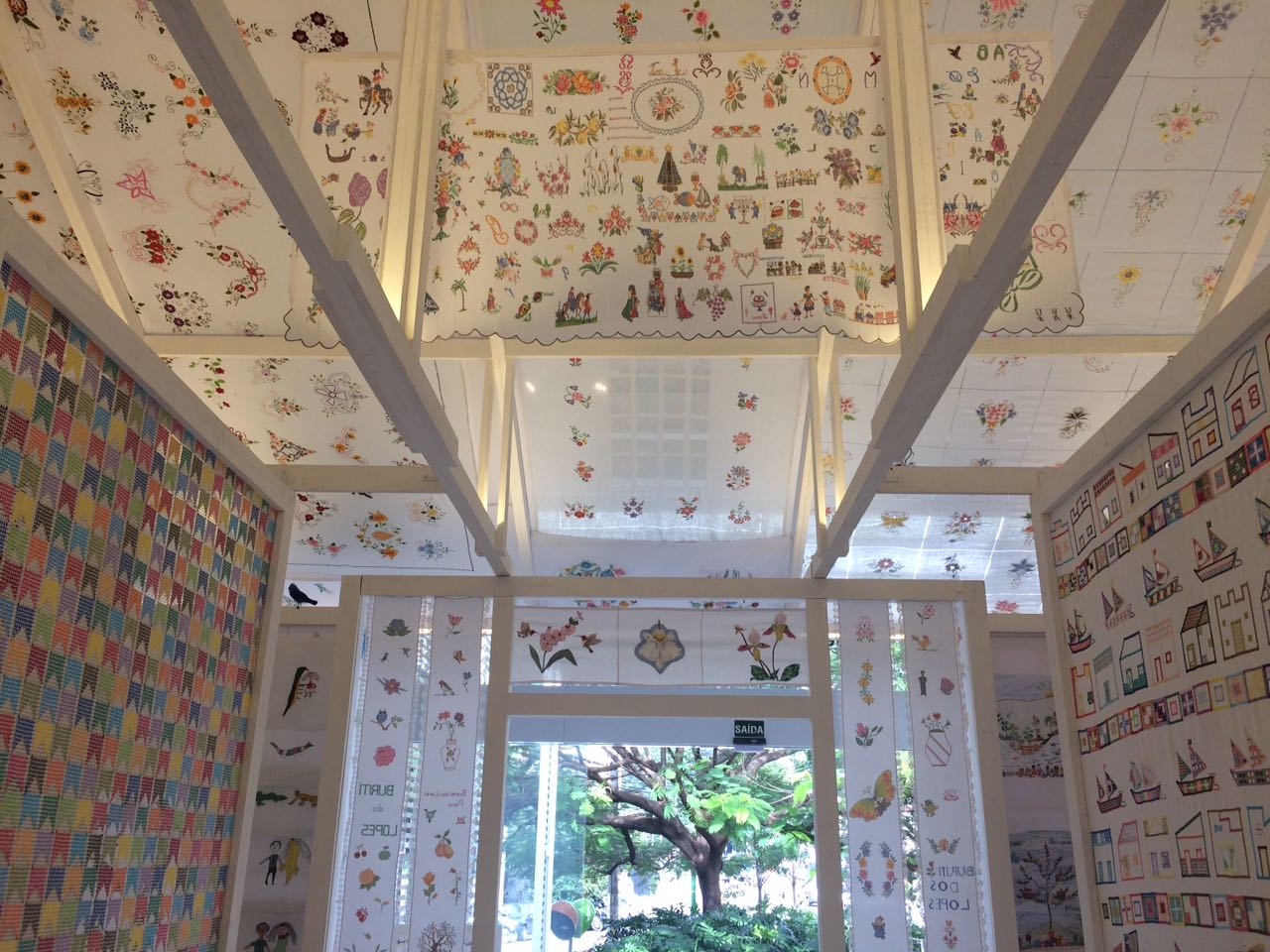
Parte interior da exposição

## Prêmios
Além das exposições, são realizadas também as premiações para ressaltar as melhores produções artesanais contemporâneas do Brasil. Cinco premiações foram realizadas até o ano de 2017. A 5º premiação do Objeto Brasileiro foi realizada em 2016 e destinada para o projeto Yankatu da designer Maria Fernanda Paes de Barros. Ela se inspirou na designer de Moda Mayumi Ito, resgatando as memórias da sua infância e o seu interesse na tecelagem artesanal.

## Arquitetura
A arquitetura do museu foi planejada pelo Luiz Fernando Rocco, o qual desejou construir uma casa com expressão cultural do país. O terreno é uma esquina ingrata que ocupa uma área triangular com central de trapézio com um recurso frontal e um teto de cinco metros. O museu foi construído visando acessibilidade, há presença de uma praça na entrada que possui o mesmo material de piso da calçada para tornar o paisagismo mais integrado. 

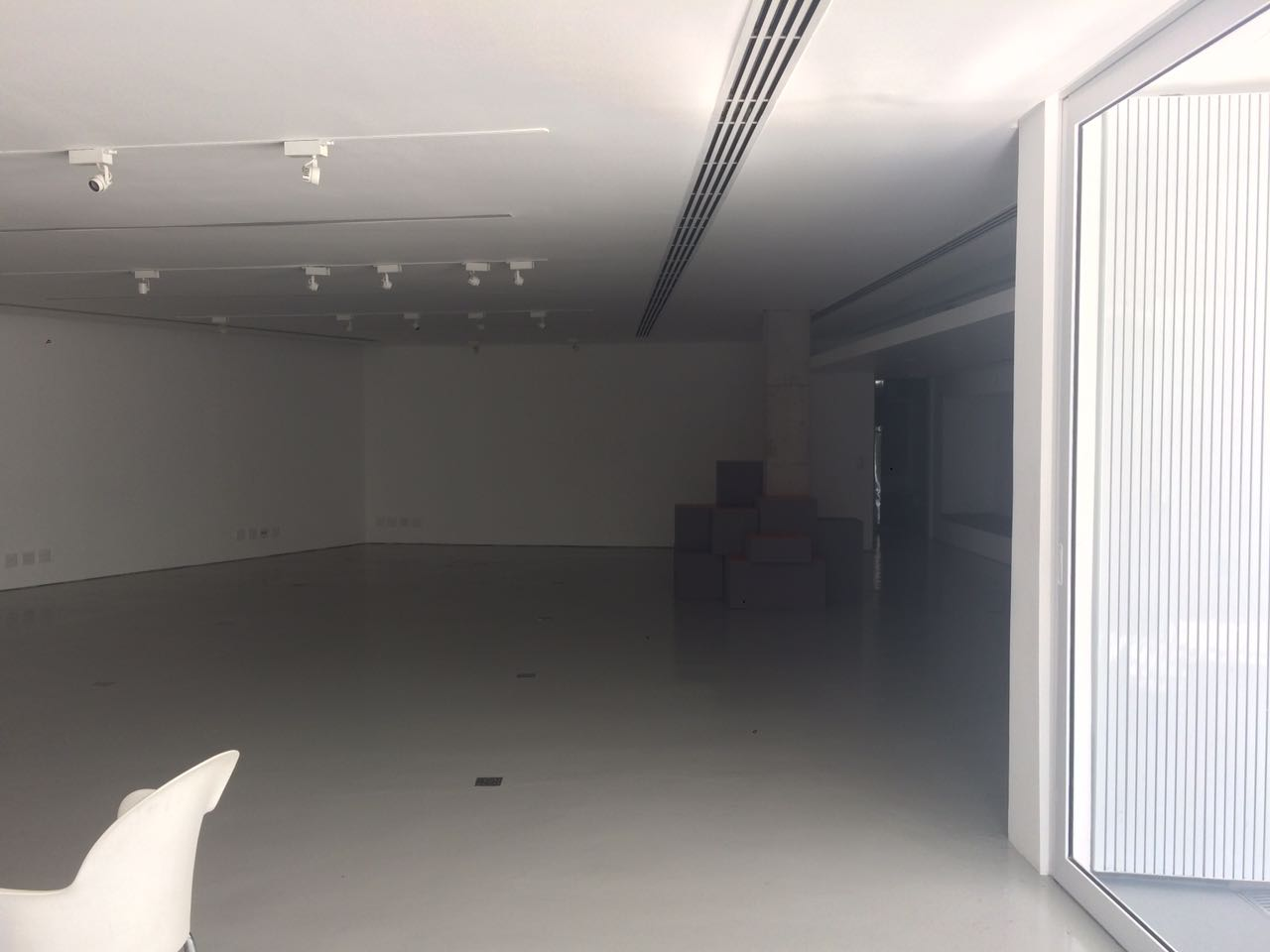
Área do subsolo para evento

Em relação ao design interior, há uma estrutura metálica com paredes de alvenaria, vidros e cerâmicas que fornecem um conforto térmico. Além disso, a iluminação e a ventilação são proporcionadas pelas luzes artificiais e ar condicionado para não afetar as peças com a luz solar ou ventos externos.

## Diretora
A Renata Mellão, diretora do museu, é formada em economia e ciências sociais. Ela é uma empreendedora pioneira na valorização da história do artesanato brasileiro, e fundou a instituição há mais de 20 anos com um propósito de criar um centro cultural, onde se enche de arte, música e gastronomia até os dias de hoje. 

## Galeria

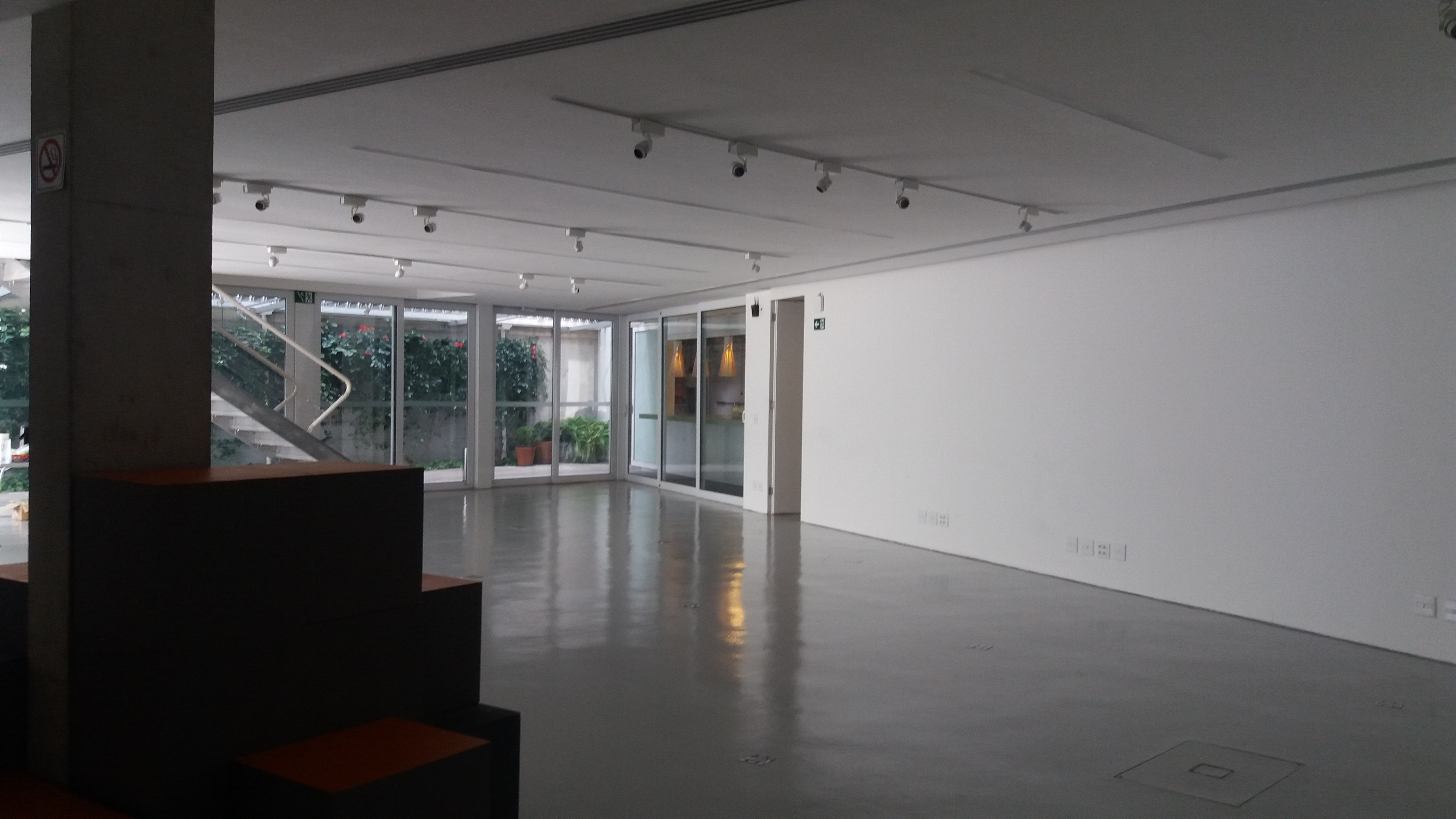
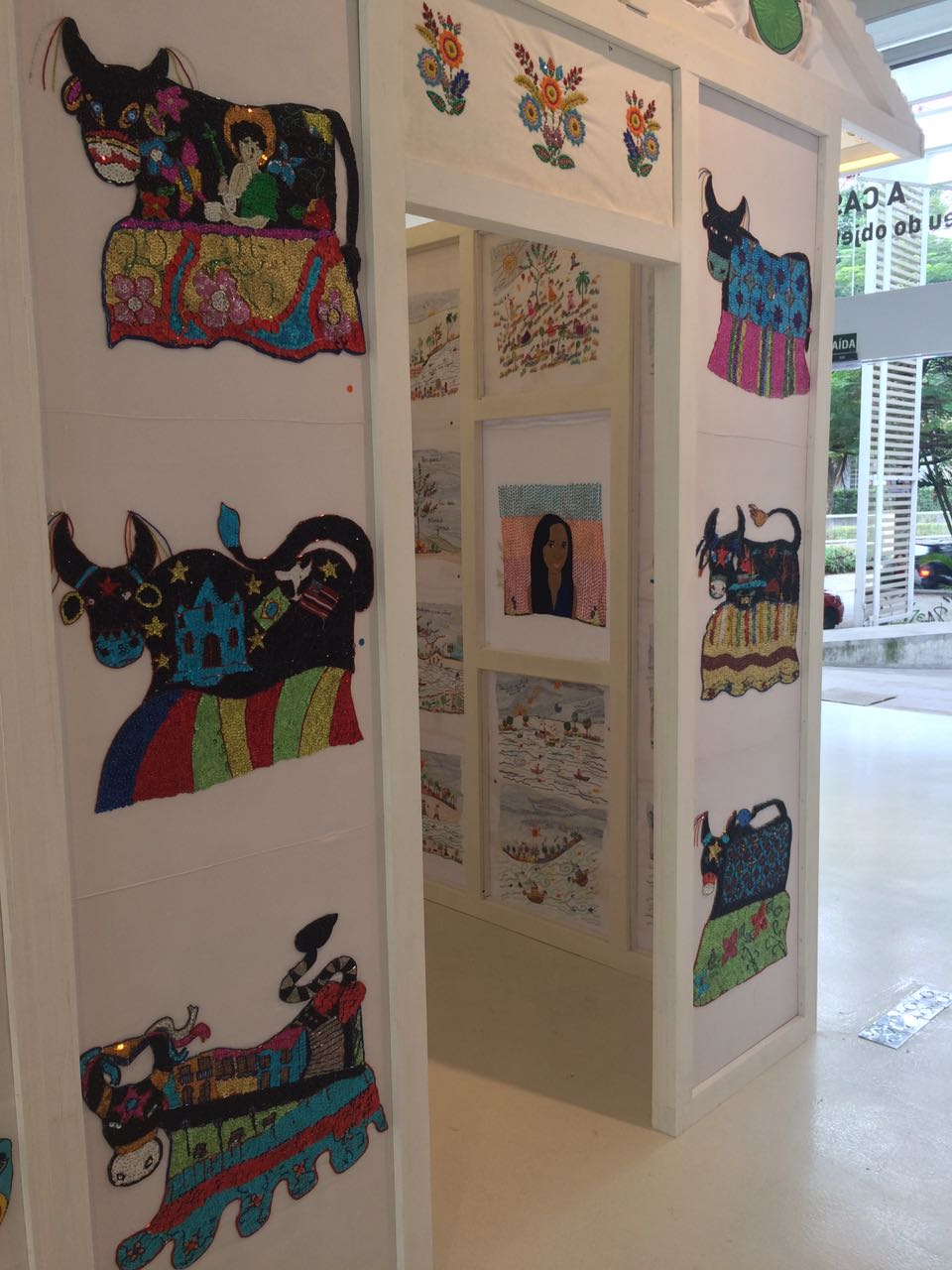
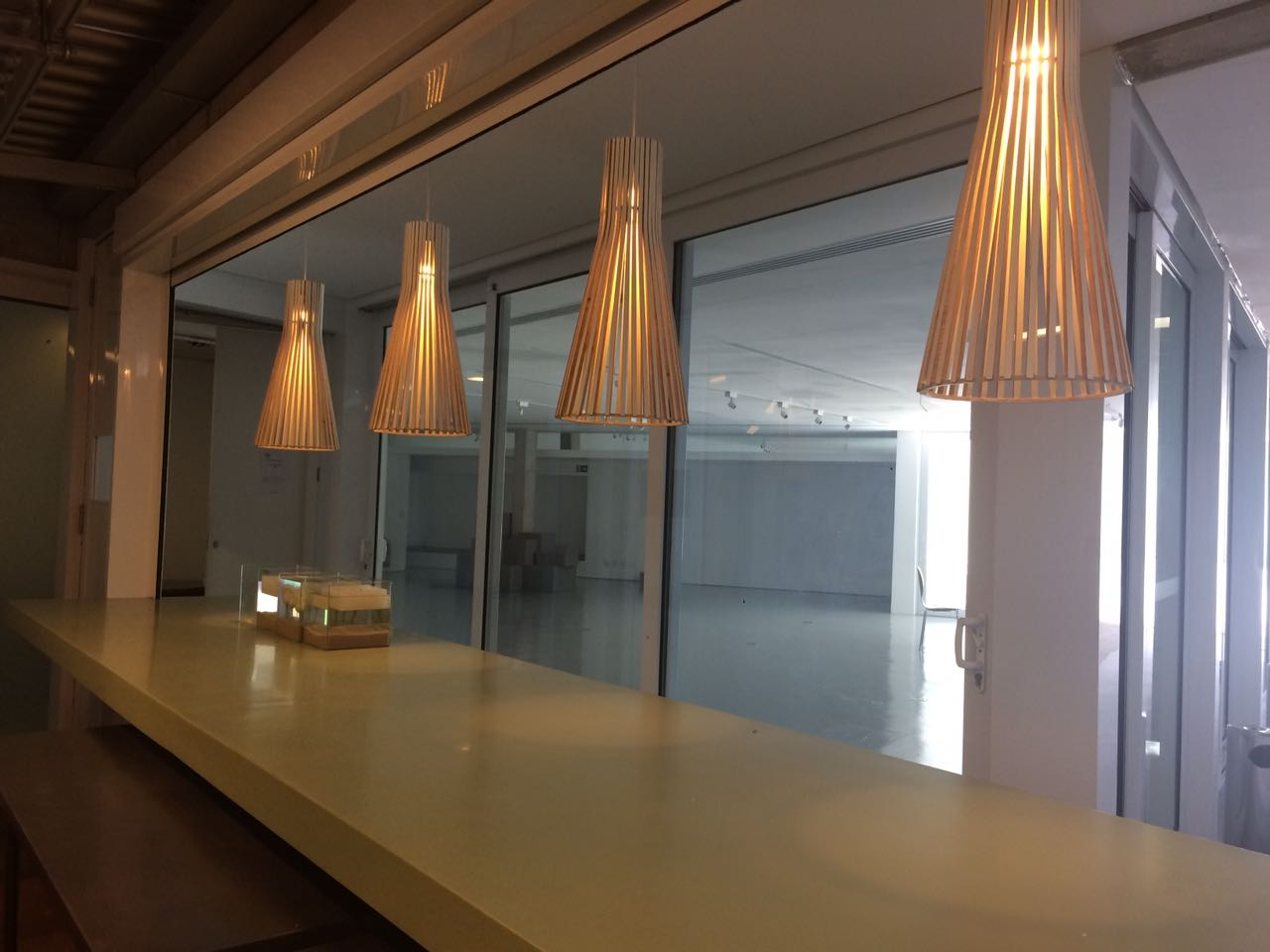
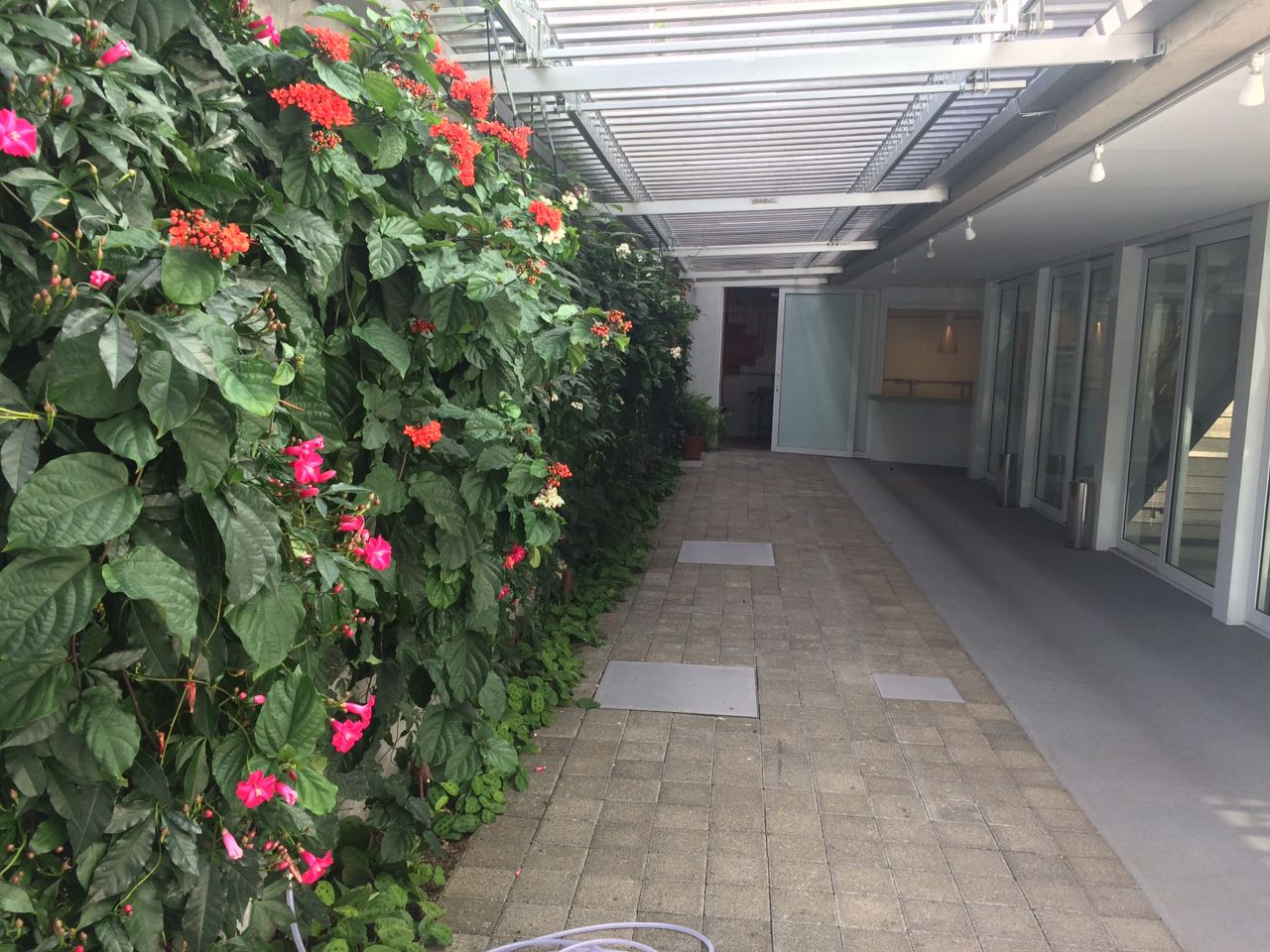